# Víctor Fajardo
Víctor Fajardo García, (Ayacucho, 23 de marzo de 1838 – Alto de la Alianza, Tacna, 26 de mayo de 1880) fue un militar peruano, héroe de la Guerra del Pacífico. Murió en la batalla del Alto de la Alianza. En su memoria, fue creada  la provincia que lleva su nombre, en el departamento de Ayacucho, por ley 1306 del 14 de noviembre de 1910.

## Biografía

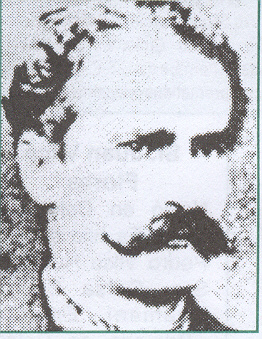
El coronel Víctor Fajardo García

Hijo del coronel Manuel Ramón Fajardo (militar chileno que llegó al Perú en la Expedición Libertadora al mando del general José de San Martín) y de Manuela García.
Tenía 14 años de edad cuando ingresó al ejército en calidad de caballero cadete. En 1854, estando en Ayacucho, se plegó a la revolución liberal acaudillada por el mariscal Ramón Castilla contra el gobierno del general José Rufino Echenique. Fue uno de los organizadores del batallón Ayacucho, al que se incorporó con el grado de subteniente. Hizo toda la campaña revolucionaria, hasta el triunfo final en la batalla de La Palma, el 5 de enero de 1855.
En febrero y marzo de 1857, a órdenes del general Pedro Diez Canseco, sofocó una rebelión de vivanquistas en Ayacucho, y por orden expresa del presidente Castilla, fue ascendido a teniente. Meses después, aplastó sangrientamente otro levantamiento en Huanta, por lo que fue ascendido a capitán graduado. Formó parte de la división que marchó sobre Arequipa, centro de la revolución vivanquista, siendo herido en el asalto a esa ciudad. El 6 de marzo de 1858, fue ascendido a capitán efectivo.
Participó en la campaña contra Ecuador en 1859 y estuvo en la ocupación de Guayaquil, hasta el Tratado de Mapasingue. Terminado el conflicto, pasó a comandar el Batallón Puno, con el grado de sargento mayor (1860).
Se hallaba como jefe instructor en la Provincia de La Mar, cuando se enteró del estallido de la revolución restauradora encabezada por el coronel Mariano Ignacio Prado contra el gobierno del general Juan Antonio Pezet, acusado de debilidad ante las exigencias de la Escuadra Española del Pacífico. Fajardo se unió a la revolución y al frente de su batallón participó en la campaña hasta la entrada triunfal a Lima, en noviembre de 1865. Mereció entonces su ascenso a teniente coronel efectivo. Luego participó en los aprestos para rechazar la agresión española y se distinguió en el combate del 2 de mayo del Callao.
Restablecida la paz, ocupó cargos políticos importantes: fue sucesivamente Subprefecto de las provincias de La Mar, Chancay, Huancayo y Cangallo. Cuando se creó la provincia litoral de Huánuco, fue designado como su primer Prefecto, pero no pudo asumir el cargo al ser nombrado ayudante de campo del presidente Mariano Ignacio Prado. Después fue jefe del Batallón América y Jefe del Estado Mayor de la División Centro.
Al estallar la guerra del Pacífico en 1879, marchó al teatro de operaciones del Sur, al frente del Batallón de Cazadores del Cuzco N.º 5. Luchó en las batallas de San Francisco y Tarapacá; en esta última tuvo una actuación destacada, contribuyendo al triunfo peruano. A decir de Basadre, competía con Cáceres en el prestigio como jefe.
Luego, al frente del Batallón de Cazadores del Rímac y con el grado de coronel, actuó en la batalla del Alto de la Alianza, del 26 de mayo de 1880. Tras varias horas de tenaz pelea, cayó herido, pero aun así se mantuvo en pie, cubriendo la retirada de los suyos, hasta que un certero disparo en el corazón acabó con su vida. Fue uno de los últimos jefes peruanos en sucumbir aquel día.
Sus restos reposan en la Cripta de los Héroes en el cementerio Presbítero Maestro en Lima.